# 김정남 (1940년)
김정남(1940년 12월 7일~)은 대한민국의 정치인이다. 제11·12·14대 국회의원을 지냈다.

## 역대 선거 결과
|  | 43.30% |

|  | 45.73% |

|  | 46.49% |

|  | 38.04% |

|  | 13.06% |